# Kim Pedersen
Kim Pedersen (født 1978) er en dansk fodboldspiller, der i perioden fra 1998-2004 spillede 71 kampe og scorede 2 mål for Næsby Boldklub.  
Han repræsenterede klubben i Kvalifikationsrækken ( 3. Division), Danmarksserien og 2. division.  
Han deltog i Næsbys største hjemmebanenederlag i DBU regi 1998, hvor man tabte 1-7.  Dette var samtidig Kims debut, hvor han faktisk bragte Næsby Boldklub foran 1-0  Samme år deltog han også i klubbens største hjemmebanesejr på 9-2 over Herlev http://www.danskfodbold.com/klub_dm.php?DMHoldID=105201
.  Kim Pedersen stoppede på divisionsniveau i 2004 grundet studier.